# Metal néo-classique
Pour les articles homonymes, voir Néo-classique.
Genres associés
Heavy metal traditionnel, metal symphonique (power metal symphonique) et le metal progressif
Le metal néo-classique est une branche du heavy metal mettant l'emphase à la fois sur les influences classiques et sur la virtuosité instrumentale. La particularité du genre est de marier les structures populaires du heavy metal traditionnel à des emprunts mélodiques ou des arrangements de musique classique. Cette tendance a été initiée au cours des années 1980 par des guitaristes comme Randy Rhoads, Jason Becker et surtout Yngwie Malmsteen. Ce dernier a été aussi influencé par l'approche de guitaristes de hard-rock comme Ritchie Blackmore, connu pour ses nombreux emprunts à la musique classique. Le terme « metal néoclassique » pour désigner ce type de musique est venu après, avec la génération qui a suivi à la fin des années 1990 et s'est inspirée de Rhoads, Becker et Malmsteen.

## Caractéristiques
Ce style met un accent particulier sur la musique instrumentale pure. À l'instar du metal progressif, le metal néo-classique se caractérise par un intérêt prononcé pour les aspects les plus techniques de la pratique instrumentale et prenant pour inspiration tout particulièrement certaines pièces ou compositeurs connus pour leur virtuosité (Paganini notamment). Les guitaristes de ce style sont généralement eux-mêmes des virtuoses. L'exemple le plus représentatif étant à cet égard l'initiateur de ce genre, Yngwie Malmsteen.
Malgré son nom, le metal dit « néoclassique » n'a pas de véritables liens de parenté avec la musique néo-classique historique. D'autre part, s'il est vrai que ces musiciens se sont inspirés de compositeurs classiques, malgré une idée largement répandue chez les fans, le metal néoclassique ne peut absolument pas être considéré comme un héritier de la musique classique. Le « classique » est une musique savante alors que le metal reste avant tout d'essence populaire.

## Différences avec le metal symphonique
Bien que les deux genres aient une approche similaire dans la mesure où ils s'approprient chacun des éléments de la musique classique, le metal néo-classique et le metal symphonique sont considérés comme des genres distincts. Comme l'explique le sociologue Cyril Brizard, « bien qu’Yngwie Malmsteen reprenne de multiples dimensions du monde de la musique classique, sous les sonorités saturées de sa guitare électrique, il n’appartient pas au monde du metal symphonique, mais à celui du néo-classique. Ce sont les modes et les formes de l’appropriation du classique qui distinguent ces différents sous-genres. » Pour résumer, le metal néoclassique privilégie la virtuosité et l’inspiration classique là où le metal symphonique privilégie plutôt les ambiances et l’inspiration de musique orchestrale de film.

## Groupes notables
- Adagio[1]
- Uli John Roth
- Iron Mask[1]
- Jason Becker[1]
- Magic Kingdom[1]
- Randy Rhoads[1]
- Tony MacAlpine[1]
- Vinnie Moore[1]
- Yngwie Malmsteen[1]
- Marty Friedman[1]
- Jeff Loomis